# Rhamdiopsis
Rhamdiopsis — рід риб з родини Гептаптерові ряду сомоподібних. Має 3 види.

## Опис
Загальна довжина представників цього роду коливається від 8 до 11,7 см. Голова коротка, трохи сплощена зверху. Очі невеличкі. Є 3 пари вусів майже однакової довжини. Тулуб подовжений, кремезний, трохи широкий. Спинний, грудні та черевні плавці маленькі. Жировий плавець відносно довгий, низький. Анальний плавець довгий, перевищує жировий, широкий. Хвостовий плавець короткий, закруглений.
Забарвлення коливається від світло- до темно-коричневого кольору.

## Спосіб життя
Біологія вивчена недостатньо. Це демерсальні риби. Воліють до повільних прісних водойм. Один вид (R. krugi) мешкає виключно у печерах. Активні вночі. Живляться дрібними водними організмами.

## Розповсюдження
Мешкають у басейні річок Парана, Сан-Франциско та Ігуапе (Бразилія).

## Види
- Rhamdiopsis krugi
- Rhamdiopsis microcephala
- Rhamdiopsis moreirai